# Bosnäs
Funningen och Bosnäs är en tätort i Borås kommun, Västra Götalands län. Den ligger vid Bosnäsviken i Bosjön. Orten kallas ibland Lilla Bosnäs och det var även den benämning SCB använde när orten före år 2000 var en småort. Vid SCBs avgränsning 2023 klassades bebyggelsen sammanväxt med den i Funningen och tätorten namnändrades då av SCB till Funningen och Bosnäs.

## Befolkningsutveckling
| Befolkningsutvecklingen i Bosnäs/Lilla Bosnäs 1990–2020                                  | Befolkningsutvecklingen i Bosnäs/Lilla Bosnäs 1990–2020 | Befolkningsutvecklingen i Bosnäs/Lilla Bosnäs 1990–2020 | Befolkningsutvecklingen i Bosnäs/Lilla Bosnäs 1990–2020 | Befolkningsutvecklingen i Bosnäs/Lilla Bosnäs 1990–2020 |
| ---------------------------------------------------------------------------------------- | ------------------------------------------------------- | ------------------------------------------------------- | ------------------------------------------------------- | ------------------------------------------------------- |
|                                                                                          |                                                         |                                                         |                                                         |                                                         |
| År                                                                                       |                                                         |                                                         | Folkmängd                                               | Areal (ha)                                              |
| 1990                                                                                     | 1990                                                    |                                                         | 129                                                     | 59#                                                     |
| 1995                                                                                     | 1995                                                    |                                                         | 193                                                     | 45#                                                     |
| 2000                                                                                     | 2000                                                    |                                                         | 209                                                     | 47                                                      |
| 2005                                                                                     | 2005                                                    |                                                         | 267                                                     | 47                                                      |
| 2010                                                                                     | 2010                                                    |                                                         | 308                                                     | 47                                                      |
| 2015                                                                                     | 2015                                                    |                                                         | 425                                                     | 100                                                     |
| 2020                                                                                     | 2020                                                    |                                                         | 468                                                     | 100                                                     |
| Anm.: Ny tätort 2000. sammanvuxen 2015 med småorten Lindegården och Skogen # Som småort. |                                                         |                                                         |                                                         |                                                         |